# Renault Twingo II
Renault Twingo II er den anden modelgeneration af Renaults mikrobil Twingo. Modellen var i produktion i årene 2007 til 2014.

## Modelhistorie
Anden generation af Twingo kunne første gang opleves på det 77. Geneve Motor Show i marts 2007, og kom på markedet i juli måned samme år.
Twingo II er teknisk set nært beslægtet med Clio og Modus og kunne leveres i fem forskellige udstyrsvarianter. Derudover er modellen næsten 17 cm længere end forgængeren. Den stærkeste og hurtigste model er RS (Renault Sport) med 98 kW (133 hk). Produktionen blev flyttet fra Frankrig til Slovenien hos Revoz i Novo Mesto. Denne generation af Twingo findes som den eneste også med dieselmotor.
Designet på frontpartiet afslører slægtskabet med den større Clio, og har i modsætning til forgængeren en ringere anerkendelsesværdi. I kabinen blev det typiske midterdisplay med digitalt speedometer bibeholdt. Varianterne Dynamique, RS og GT var som standardudstyr udstyret med en omdrejningstæller på ratstammen. Selve rattet var højdejusterbart og en rutsjefast belægning med nopret struktur tilbød fralægningsplads til mindre genstande. På nær i basismodellen Authentique og sportsmodellerne GT og RS, som har fremklappeligt bagsæderyglæn, er der bagi monteret forskydelige enkeltsæder, som ved opretstående ryglæn muliggør et variabelt bagagerumsvolume fra 165 til 285 liter.
Bilens design er blevet kritiseret som udstrålingsløst og ekstremt konventionelt. Det er ikke ligesom forgængerens revolutionært koncepteret og sympatisk virkende.

## Udstyrsvarianter
Samtlige versioner er udstyret med ABS-bremser med elektronisk bremsekraftfordeling og bremseassistent, sidekollisionsbeskyttelse, selestrammere og to airbags (kun basismodellen Authentique − alle øvrige versioner har desuden sideairbags foran, og mod merpris også gardinairbags). Desuden el-ruder, fjernbetjent centrallåsesystem og elektrisk servostyring.
- Authentique (basismodel, kun med 43 kW (58 hk)-benzinmotor − i Østrig kaldet "Access")
- Expression
- Dynamique
- Initiale
- GT (kun 1,2 16V TCE med 74 kW (100 hk))
- RS (kun 1,6 16V med 98 kW (133 hk))
- Gordini (kun 1,2 16V TCE med 74 kW (100 hk) hhv. 75 kW (102 hk) og 1,6 16V med 98 kW (133 hk))
- Gordini RS (kun 1,6 16V med 98 kW (133 hk))

### Specialmodeller
Twingo Nokia er en begrænset specialmodel, som kom på det tyske marked i november 2008. Denne version er baseret på Dynamique, men har ekstra tekniske features, som f.eks. tonede bag- og sideruder, en Audio Connection Box med direkte tilslutning af USB-enheder, Bluetooth håndfri taleindretning og cd-afspiller med mp3-funktion. Derudover havde Renault indgået en aftale med mobiltelefonfabrikanten Nokia om at levere et eksemplar af mobiltelefonen Nokia 6110 Navigator med UMTS og GPS med hver solgt bil.
Twingo Night & Day er en specialmodel lanceret i foråret 2008, som er dekoreret med blomsterfigurer. Den findes i farverne gletsjerhvid eller perlesort og med motorerne 1,2 16V 55 kW (75 hk) og 1,5 dCi 47 kW (64 hk). Udstyret omfatter bl.a. 40 W radio, aircondition, specielt indtræk, specielle spejlhuse og en småtingsbeholder til montering i kopholderen. Modellen blev solgt i syv forskellige lande, dog ikke Danmark.
Twingo RS er topmodellen af sportsudgaven GT, og er udstyret med en nyudviklet 1,6-liters 16V-benzinmotor med 98 kW (133 hk). RS findes i versionerne "Normal" og "Cup". Sporvidden på begge akslerne er ca. 6 cm større, og derudover har bilen strammere fjedre og støddæmpere, et ca. 10 mm sænket karrosseri og 16" hjul. "Cup"-modellen på 17" hjul er på grund af de større hjul kun sænket 6 mm og har en længere hækspoiler. Begge versioner har som standardudstyr sportssæder, alufælge, alupedaler, klimaanlæg, læderrat og ESP med ASR (kan frakobles). Gardinairbags til for- og bagsædet fås kun mod merpris.
Twingo Rip Curl findes med motorerne 1,2 16V med 55 kW (75 hk) og dCi 85 med 62 kW (84 hk). Udover 15" alufælge har modellen som standardudstyr klimaanlæg med pollenfilter, radio med cd-afspiller, 2 × 15 W højttalere og AUX-udgang, to forskydelige og fremklappelige enkeltsæder bagi, omdrejningstæller, tågeforlygter og røde betjeningsknapper. Desuden er rattet og gearkno-ppen overtrukket med ægte læder. Udvendigt kan den kendes på de el-justerbare sidespejle i bilens farve og de stærkt tonede bageste sideruder og bagrude.
- Bagfra
- Renault Twingo GT
- Renault Twingo RS

## Sikkerhed
Twingo II opnåede ved Euro NCAP's kollisionstest i 2007 28 ud af 37 mulige point for personsikkerhed og dermed fire ud af fem mulige stjerner, og med 11 point to ud af fire mulige stjerner for fodgængersikkerhed.

## Facelift
I weekenden 7.-8. januar 2012 blev der med den såkaldte Phase II introduceret en faceliftet udgave af Twingo II med modificeret for- og bagende på det danske marked.
- Renault Twingo (2012−2014)
- Bagfra
- Renault Twingo RS

## Cabrioletudgave
En i fagpressen tidligere som Twingo CC betegnet hardtop-coupé/cabriolet på basis af Twingo II blev på Geneve Motor Show i foråret 2010 til sidst introduceret under navnet Renault Wind.

## Tekniske data

### Benzinmotorer
|                                                | 1.2                 | 1.2 16V                         | 1.2 16V LEV         | 1.2 16V LEV                     | 1.2 16V TCE               | 1.2 16V TCE               | 1.6 16V RS          |
| Byggeår                                        | 7/2007−10/2010      | 7/2007−5/2010                   | 12/2008−5/2010      | 5/2010−8/2014                   | 7/2007−3/2011             | 3/2011−8/2013             | 9/2008−8/2013       |
| Motordata                                      |                     |                                 |                     |                                 |                           |                           |                     |
| Motorkode                                      | D7F 800             | D4F 772                         | D4F 772             | D4F 772                         | D4F 780                   | D4Ft                      | K4M                 |
| Motortype                                      | R4-benzinmotor      | R4-benzinmotor                  | R4-benzinmotor      | R4-benzinmotor                  | R4-benzinmotor            | R4-benzinmotor            | R4-benzinmotor      |
| Antal ventiler pr. cylinder                    | 2                   | 4                               | 4                   | 4                               | 4                         | 4                         | 4                   |
| Ventilstyring                                  | OHC, tandrem        | DOHC, tandrem                   | DOHC, tandrem       | DOHC, tandrem                   | DOHC, tandrem             | DOHC, tandrem             | DOHC, tandrem       |
| Fødesystem                                     | Multipoint          | Multipoint                      | Multipoint          | Multipoint                      | Multipoint                | Multipoint                | Multipoint          |
| Trykladning                                    | –                   | –                               | –                   | –                               | Turbolader, ladeluftkøler | Turbolader, ladeluftkøler | –                   |
| Køling                                         | Vandkøling          | Vandkøling                      | Vandkøling          | Vandkøling                      | Vandkøling                | Vandkøling                | Vandkøling          |
| Boring × slaglængde                            | 69,0 × 76,8 mm      | 69,0 × 76,8 mm                  | 69,0 × 76,8 mm      | 69,0 × 76,8 mm                  | 69,0 × 76,8 mm            | 69,0 × 76,8 mm            | 79,5 × 80,5 mm      |
| Slagvolume                                     | 1149 cm³            | 1149 cm³                        | 1149 cm³            | 1149 cm³                        | 1149 cm³                  | 1149 cm³                  | 1598 cm³            |
| Kompressionsforhold                            | 9,6:1               | 9,8:1                           | 9,8:1               | 9,8:1                           | 9,5:1                     | 9,5:1                     | 11,0:1              |
| Maks. effekt ved omdr./min.                    | 43 kW (58 hk) 5250  | 56 kW (76 hk) 5500              | 55 kW (75 hk) 5500  | 55 kW (75 hk) 5500              | 74 kW (100 hk) 5500       | 75 kW (102 hk) 5500       | 98 kW (133 hk) 6750 |
| Maks. drejningsmoment ved omdr./min.           | 93 Nm 2500          | 107 Nm 4250                     | 107 Nm 4250         | 107 Nm 4250                     | 145 Nm 3000               | 155 Nm 3500               | 160 Nm 4400         |
| Udstødningsnorm                                | Euro4               | Euro4                           | Euro4               | Euro5                           | Euro4                     | Euro5                     | Euro4               |
| Kraftoverførsel                                |                     |                                 |                     |                                 |                           |                           |                     |
| Drivende hjul                                  | Forhjul             | Forhjul                         | Forhjul             | Forhjul                         | Forhjul                   | Forhjul                   | Forhjul             |
| Gearkasse (standardudstyr)                     | 5-trins manuel      | 5-trins manuel                  | 5-trins manuel      | 5-trins manuel                  | 5-trins manuel            | 5-trins manuel            | 5-trins manuel      |
| Gearkasse (ekstraudstyr)                       | –                   | Quickshift-5                    | –                   | Quickshift-5                    | –                         | –                         | –                   |
| Præstationer                                   |                     |                                 |                     |                                 |                           |                           |                     |
| Topfart                                        | 150 km/t            | 170 km/t (172 km/t)             | 169 km/t            | 169 km/t (173 km/t)             | 185 km/t                  | 185 km/t                  | 201 km/t            |
| Acceleration 0-100 km/t                        | 15,0 sek.           | 12,0 sek. (13,6 sek.)           | 12,3 sek.           | 12,3 sek. (13,6 sek.)           | 9,8 sek.                  | 9,8 sek.                  | 8,7 sek.            |
| Brændstofforbrug pr. 100 km ved blandet kørsel | 5,6 liter Blyfri 95 | 5,7 liter (5,6 liter) Blyfri 95 | 4,5 liter Blyfri 95 | 4,5 liter (4,7 liter) Blyfri 95 | 5,9 liter Blyfri 95       | 5,7 liter Blyfri 95       | 6,5 liter Blyfri 95 |
| CO2-udslip ved blandet kørsel                  | 130 g/km            | 135 g/km (130 g/km)             | 120 g/km            | 108 g/km (130 g/km)             | 138 g/km                  | 132 g/km                  | 165 g/km            |

1. ↑  Værdier i parentes gælder for versioner med Quickshift

### Dieselmotorer
|                                                | 1.5 dCi                   | 1.5 dCi FAP               | 1.5 dCi                   | 1.5 dCi FAP               |
| Byggeår                                        | 7/2007−10/2010            | 10/2010−8/2014            | 4/2009−5/2010             | 5/2010−10/2010            |
| Motordata                                      |                           |                           |                           |                           |
| Motorkode                                      | K9K                       | K9K                       | K9K                       | K9K                       |
| Motortype                                      | R4-dieselmotor            | R4-dieselmotor            | R4-dieselmotor            | R4-dieselmotor            |
| Antal ventiler pr. cylinder                    | 2                         | 2                         | 2                         | 2                         |
| Ventilstyring                                  | OHC, tandrem              | OHC, tandrem              | OHC, tandrem              | OHC, tandrem              |
| Fødesystem                                     | Commonrail                | Commonrail                | Commonrail                | Commonrail                |
| Trykladning                                    | Turbolader, ladeluftkøler | Turbolader, ladeluftkøler | Turbolader, ladeluftkøler | Turbolader, ladeluftkøler |
| Køling                                         | Vandkøling                | Vandkøling                | Vandkøling                | Vandkøling                |
| Boring × slaglængde                            | 76,0 × 80,5 mm            | 76,0 × 80,5 mm            | 76,0 × 80,5 mm            | 76,0 × 80,5 mm            |
| Slagvolume                                     | 1461 cm³                  | 1461 cm³                  | 1461 cm³                  | 1461 cm³                  |
| Kompressionsforhold                            | 17,9:1                    | 17,9:1                    | 17,9:1                    | 17,9:1                    |
| Maks. effekt ved omdr./min.                    | 47 kW (64 hk) 3750        | 55 kW (75 hk) 4000        | 62 kW (84 hk) 3750        | 63 kW (86 hk) 4000        |
| Maks. drejningsmoment ved omdr./min.           | 160 Nm 1900               | 180 Nm 1750               | 200 Nm 1750               | 200 Nm 1750               |
| Udstødningsnorm                                | Euro4                     | Euro5                     | Euro4                     | Euro5                     |
| Kraftoverførsel                                |                           |                           |                           |                           |
| Drivende hjul                                  | Forhjul                   | Forhjul                   | Forhjul                   | Forhjul                   |
| Gearkasse                                      | 5-trins manuel            | 5-trins manuel            | 5-trins manuel            | 5-trins manuel            |
| Præstationer                                   |                           |                           |                           |                           |
| Topfart                                        | 164 km/t                  | 170 km/t                  | 180 km/t                  | 185 km/t                  |
| Acceleration 0-100 km/t                        | 14,9 sek.                 | 13,5 sek.                 | 11,0 sek.                 | 11,2 sek.                 |
| Brændstofforbrug pr. 100 km ved blandet kørsel | 4,3 liter Diesel          | 3,4 liter Diesel          | 4,0 liter Diesel          | 3,6 liter Diesel          |
| CO2-udslip ved blandet kørsel                  | 113 g/km                  | 90 g/km                   | 104 g/km                  | 94 g/km                   |